# Cerapteryx hibernicus
Cerapteryx hibernicus là một loài bướm đêm trong họ Noctuidae.